# 蟹江邦彦
蟹江 邦彦（かにえ くにひこ、1906年（明治39年）4月26日 - 1985年（昭和60年）3月6日）は、昭和期の労働運動家、実業家、政治家。参議院議員。

## 経歴
愛知県出身。1923年（大正12年）京都市稲荷自動車学校を卒業。京都市で、貨物、旅客、自動車修理事業などを経営した。
全京都自動車消費組合常務理事、京都高級タクシー重役、興亜自動車工業重役、三光自動車工業重役などを務めた。また、全京都金属労働組合連合会委員長、京都府労働委員、同府公職適否審査委員なども務めた。
1947年（昭和22年）4月の第1回参議院議員通常選挙で京都府地方区に日本社会党公認で出馬して当選し、参議院議員に1期在任した。この間、参議院人事委員長などを務めた。その後、第3回通常選挙に立候補したが落選した。
その他、葵タクシー代表となった。
1976年（昭和51年）春の叙勲で勲三等旭日中綬章受章。
1985年（昭和60年）3月6日死去、78歳。死没日をもって正五位に叙される。